# Šamši-Adad V.
Šamši-Adad V. (z akkad. «Mé slunce [bůh] Adad») byl asyrským králem v letech 823 až 811 př. n. l.
Díky jeho jmenování nástupcem vypuklo v zemi povstání vedené jeho starším bratrem Aššur-dan-aplim. Začalo ještě za života jeho otce a trvalo několik let, než bylo poraženo. To se mu povedlo až s pomocí Babylónu, kterému za to udělil nezávislost. Avšak ihned po zkonsolidování poměrů se vypravil na jih, aby získal Babylón zpět.
Během jeho vlády se na severovýchodních hranicích říše poprvé objevili bojovní Médové, kteří později způsobí pád Asyrské říše.
Zemřel příliš brzy, aby mohl dokázat více.
Jeho manželka se jmenovala Sammuramat (Semiramis) a po jeho smrti vládla jako regentka 5 let, nebo byla minimálně politicky vlivná, než se její syn Adad-nirári III. mohl sám ujmout vlády.